# Stanisław Jędrzejowicz
Stanisław Jędrzejowicz (ur. 2 listopada 1849 w Jasionce, zm. 23 listopada 1913 tamże) – poseł do Sejmu Krajowego Galicji V, VI i VII kadencji (1882–1901), właściciel dóbr Jasionka.

## Życiorys
Syn Henryka i Marii z domu Hoffman. Odbył studia agronomiczne w Gembloux w Belgii. Po powrocie osiadł w majątku w Jasionce i prowadził gospodarstwo. Jego żoną była Helena, z domu Stojowska. Został wybrany do Sejmu Krajowego z IV kurii okręgu wyborczego Nisko. Był marszałkiem rzeszowskiej Rady Powiatowej przez 20 lat, a w samej radzie zasiadał 35 lat.
Był członkiem Sodalicji Mariańskiej w Starej Wsi od 1893, pełnił urząd pierwszego asystenta prefekta Augusta Gorayskiego; po latach jego nazwisko zostało wymienione w grupie zasłużonych członków SM na tablicy ich upamiętniającej w tamtejszej bazylice Wniebowzięcia Najświętszej Maryi Panny.
8 sierpnia 1910 otrzymał Order Żelaznej Korony II klasy wraz z uwolnieniem od taksy. 25 marca 1913 został honorowym obywatelem Rzeszowa.